# Jacques La Ramee
Jacques La Ramée (manchmal auch Jacques La Remy, * 8. Juni 1784; † ca. 1821) war ein franko-kanadischer Trapper, Waldläufer, Entdecker und Mountain Man, der im heutigen Bundesstaat Wyoming lebte. Über sein Leben ist wenig bekannt, allerdings sind in Wyoming zahlreiche Plätze nach ihm benannt.
Um das Jahr 1815 tauchte er in Wyoming auf. Unter anderem gründete er eine Gruppe freier Trapper, die free trappers und organisierte das free trapper rendezvous, ein jährliches Treffen der Trapper in Wyoming. Ein ähnliches Treffen fand schon seit vielen Jahren in Missouri und in Mississippi statt. La Ramée führte seine Gruppe an die Oberläufe des North Platte River, um dort zu jagen. Im Jahr 1820 oder 1821 war er am heutigen Laramie River alleine auf Biberjagd. Als er im nächsten Jahr nicht zu dem Trappertreffen erschien, zog seine Gruppe los, um nach ihm zu suchen. Über das Ergebnis dieser Suche gibt es verschiedene Gerüchte. Eine Version bringt seinen Tod mit den in der Gegend lebenden Arapaho-Indianern in Zusammenhang. Die Leiche sei in einem Biberdamm am Laramie River aufgefunden worden oder lag in seiner kleinen Trapperhütte in der Nähe des Flusses, von Indianern ermordet. Die Indianer jedoch bestritten einen Zusammenhang mit dem Tod von La Ramée energisch. Andere Quellen behaupten, er sei von einem Bären angegriffen und getötet worden, möglicherweise wurde seine Leiche auch gar nicht gefunden.
Berühmt wurde La Ramée erst nach seinem Tod, seine Freunde benannten den Fluss, an dem er gejagt hatte, nach ihm. Später wurden verschiedene andere Orte in Wyoming nach ihm benannt, unter anderem die Stadt Laramie, das Laramie County, der Armeestützpunkt Fort Laramie und die Stadt Fort Laramie am Laramie River, die Gebirgskette Laramie Mountains am Ostrand der Rocky Mountains sowie der höchste Berg der Laramie Mountains, der Laramie Peak. Nach den Laramie Mountains wiederum wurde ein Gebirgsbildungsprozess, die Laramische Gebirgsbildung, benannt. Die Historic Landmark Commission of Wyoming errichtete in der Nähe von Wheatland 1941 einen Gedenkstein für La Ramée.